# Chrysotypus cupreus
Chrysotypus cupreus är en fjärilsart som beskrevs av Sir George Hamilton Kenrick 1913. Chrysotypus cupreus ingår i släktet Chrysotypus och familjen Thyrididae. Inga underarter finns listade i Catalogue of Life.